# Maine Coon
De Maine Coon is in schofthoogte, lengte en gewicht een van de grootste kattenrassen die oorspronkelijk gedomesticeerd waren. Ze worden gekenmerkt door een imposant voorkomen en rustig en stabiel karakter.

## Geschiedenis

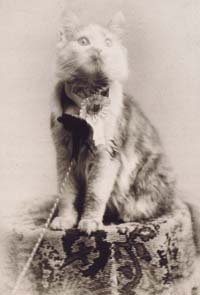
Maine Coon kat Cosey, winnaar op de kattenshow in New York in mei 1895

De Maine Coon komt als fenotype van de huiskat al eeuwen voor in New England, Maine en omliggende staten in het noordoosten van de Verenigde Staten.
Er zijn veel verhalen over de oorsprong van dit ras. Een populair broodjeaapverhaal is dat de Maine Coon een kruising zou zijn tussen een lynx en een wasbeer.
Een ander, veel romantischer verhaal gaat over kapitein Samuel Clough uit Maine, de Franse koningin Marie Antoinette en haar katten. Er zijn documenten bewaard gebleven dat de kapitein tijdens de Franse Revolutie meegewerkt zou hebben aan een plan om de koningin naar de Verenigde Staten te helpen ontsnappen. Wat blijkbaar mislukt is, maar er kwamen zes koninklijke langharige katten met het schip mee naar Maine, die door sommigen worden gezien als de voorouders van de Maine Coon.
Maar in werkelijkheid stamt de Maine Coon af van Britse langharige huiskatten die het recessieve gen voor langhaar droegen en al in de 17de eeuw door puriteinse kolonisten uit Europa naar Noord-Amerika werden meegenomen. Het klimaat met vaak koude winters geeft het langharige fenotype daar een voordeel, zodat er relatief veel langharige dieren in de huiskatten populatie voorkomen. Ze zijn dan ook niet afkomstig van de Noorse of Siberische boskatten, zoals lang werd gedacht, maar zijn onafhankelijk hiervan geëvolueerd tot hetzelfde fenotype in een vergelijkbaar klimaat. Dit fenomeen wordt convergente evolutie genoemd. De Maine Coon is genetisch het meest verwant aan de natuurlijk voorkomende huiskattenpopulatie in het Noordoosten van de Verenigde Staten (regio New York).

## Uiterlijk

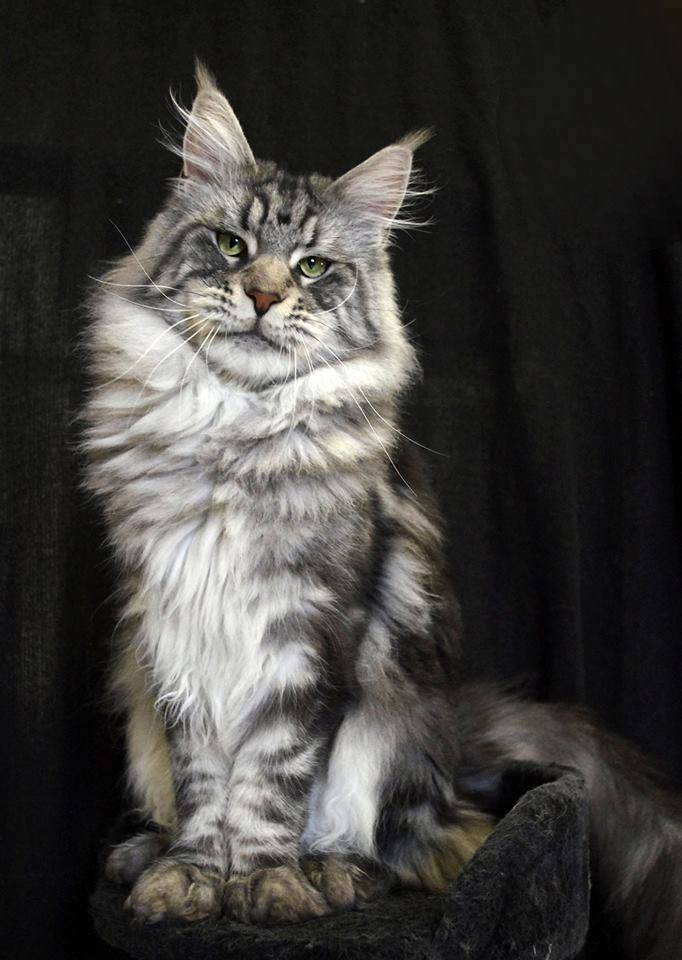
Zwart-zilver klassiek cyper kater

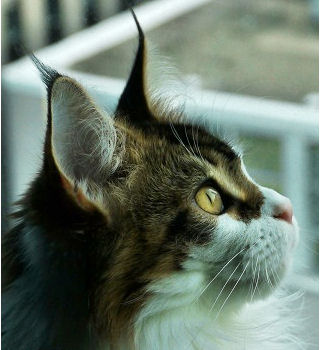
Zijaanzicht en gezichtsprofiel met de typerende lynx-toppen op de oren

De Maine Coon is een grote kat met een halflang-harige vacht, een stevig skelet en een lange volle staart. Op latere leeftijd kan het ras, vooral in de winter, een imposante kraag rondom de kop en een langere beharing op de achterkant van de achterpoten ("broek") ontwikkelen. Veel dieren bezitten ook de recessieve eigenschap voor oorpluimpjes, iets dat door liefhebbers gewaardeerd wordt. Dit maakt de Maine Coon tot een imposante verschijning. Maine Coons zijn seksueel actief vanaf een maand of zes maar zijn pas volledig lichamelijk uitgegroeid na 3 jaar. De kat weegt dan gemiddeld tussen de 5 en 9 kilo voor katers en 4 tot 6 kilo voor poezen.

## Karakter
Ondanks het imposante voorkomen van de Maine Coon is het een rustige maar energieke kat met een goede sociale houding ten aanzien van mensen en andere huisdieren. Het humeur is over het algemeen vrij evenwichtig en stabiel, speels en tolerant. Het zijn aanhankelijke katten die niet goed als enige kat in een huishouden gehouden kunnen worden. De kat beschouwt zich als onderdeel van het gezin en is altijd dicht betrokken bij wat er gebeurt in huis. Het zijn geen echte schootkatten en de meeste liggen liever naast of in de buurt van de eigenaar. Het stemgeluid is gematigd en ze maken er niet veel gebruik van.

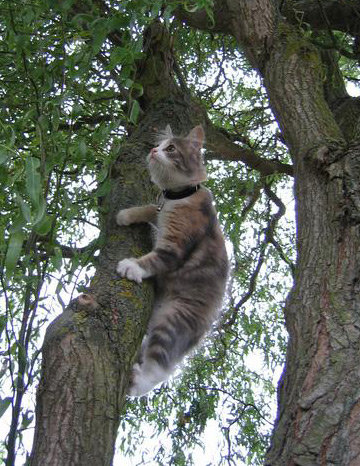
Maine Coon-kitten

## Fokstandaard en fokgegevens
Er kunnen tot in de huidige tijd nieuwe katten aan het fokbestand van de Maine Coon worden toegevoegd, met als voorwaarde dat deze kat daadwerkelijk uit Maine komt en aan de rasstandaard voldoet. Het ras heeft een complete documentatie via een online onderhouden stambomendatabase, zodat iedere eigenaar in de afstamming kan terugkeren tot de eerste stam (foundation stock) dieren in Maine en omstreken. Ook kan hiermee de inteeltcoëfficiënt berekend worden zodat de fok gerichter kan plaatsvinden.

## Gezondheid en erfelijke afwijkingen
Door zijn formaat is het ras mogelijk gevoeliger dan andere rassen voor het voorkomen van patellaluxatie en heupdysplasie. Verantwoorde fokkers laten dan ook hun fokdieren via onderzoek nakijken of respectievelijk de knieschijf een goede groef heeft en goed aangehecht is en of de heupkom goed gevormd is. Ook komt bij het ras een autosomaal dominante vorm van hartfalen voor, hypertrofische cardiomyopathie (HCM). Voor een tweede erfelijke afwijking, cystenieren (PKD) laat men een echografisch onderzoek verrichten. Fokkers laten dus hun dieren zowel op PKD en HCM testen bij een erkende veterinaire radioloog (Nederland) of veterinaire cardioloog (België). Ook zijn er voor deze afwijkingen DNA-testen beschikbaar. Een andere niet direct gezondheidaantastende erfelijke afwijking die incidenteel voorkomt is polydactylie. Dit betreft een autosomaal dominante eigenschap waardoor de dieren een of meer extra tenen aan een of meer voeten bezitten. Deze afwijking is niet toegestaan op tentoonstellingen van sommige verenigingen.

## Galerij

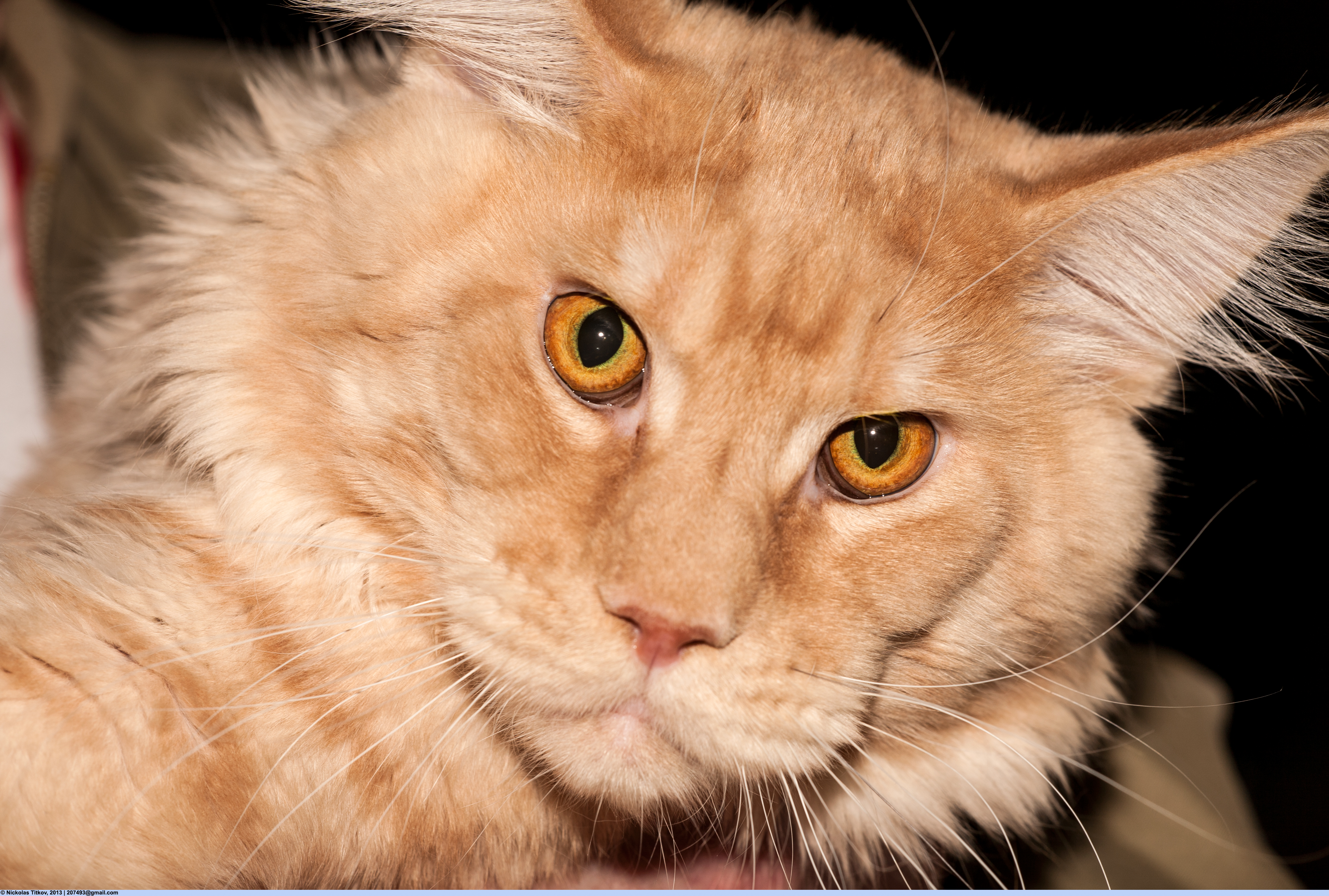
Rode cyper met een typerende kop voor dit ras
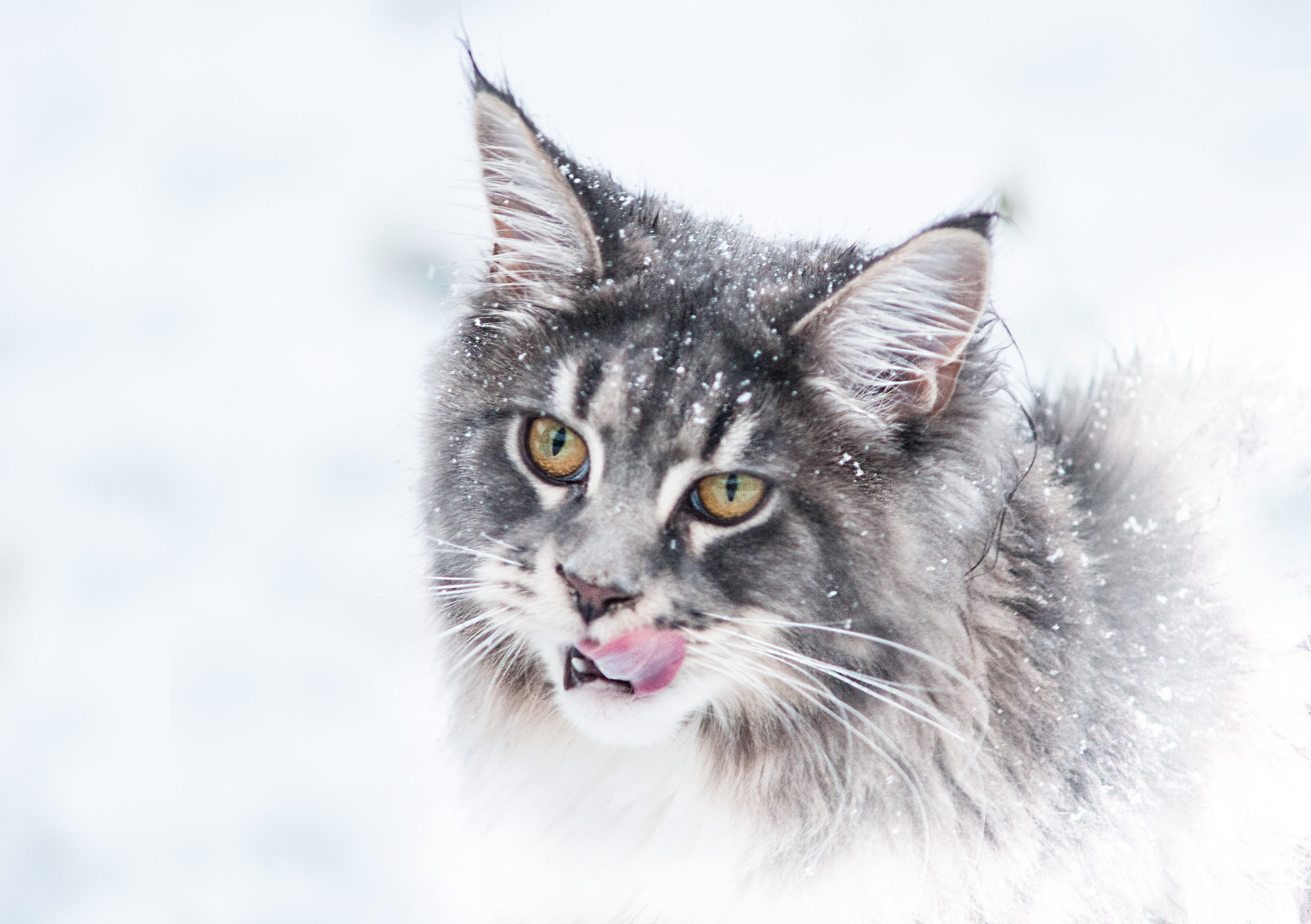
Blauwe cyper in sneeuw
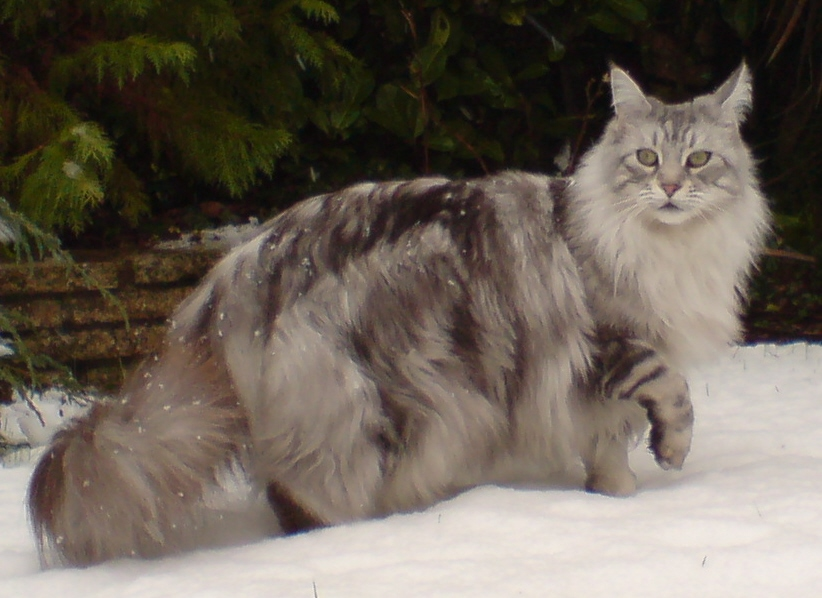
Zwart-zilver klassiek cyper
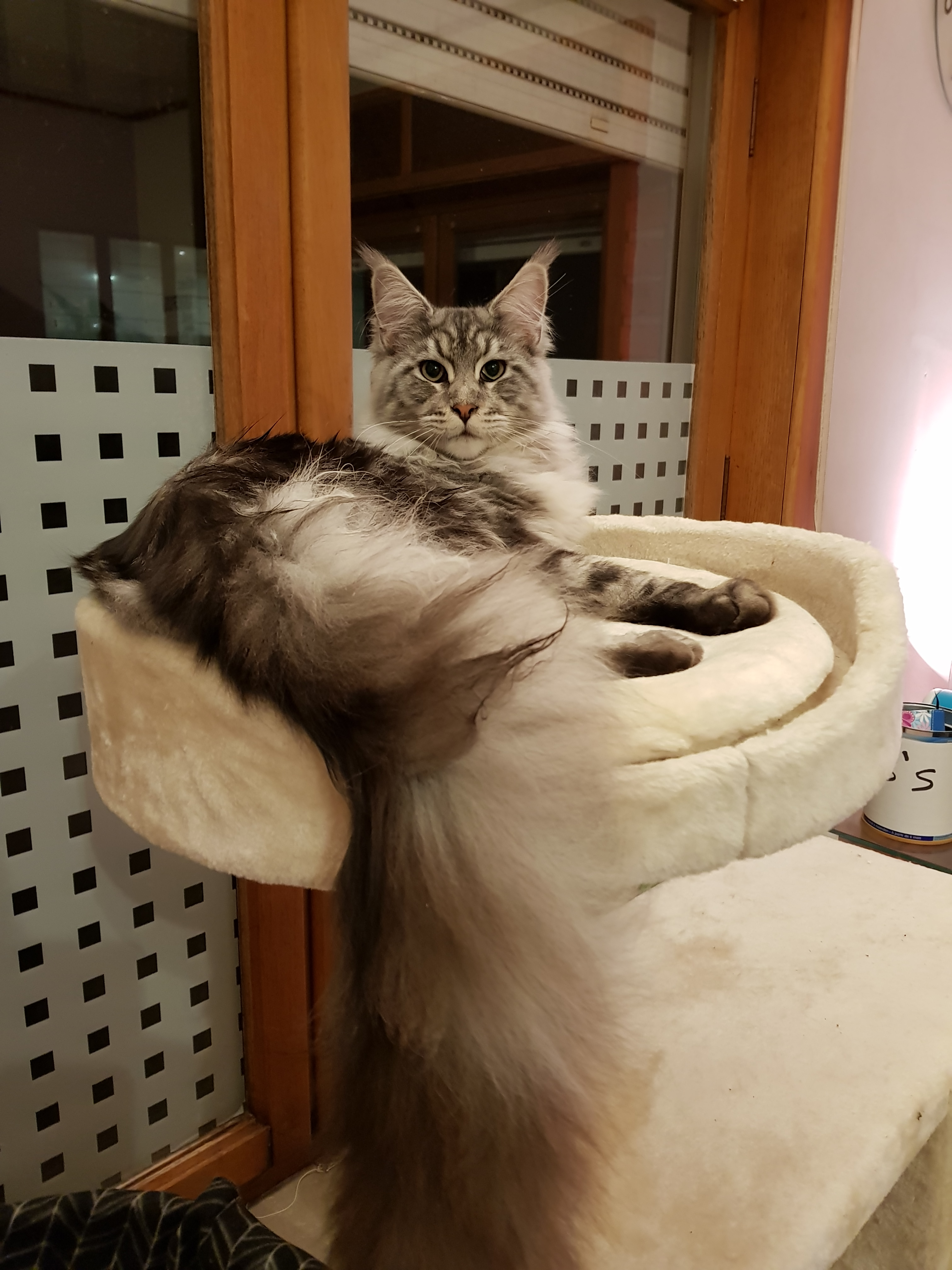
7 maanden oude zwart-zilvere cyper kater kitten
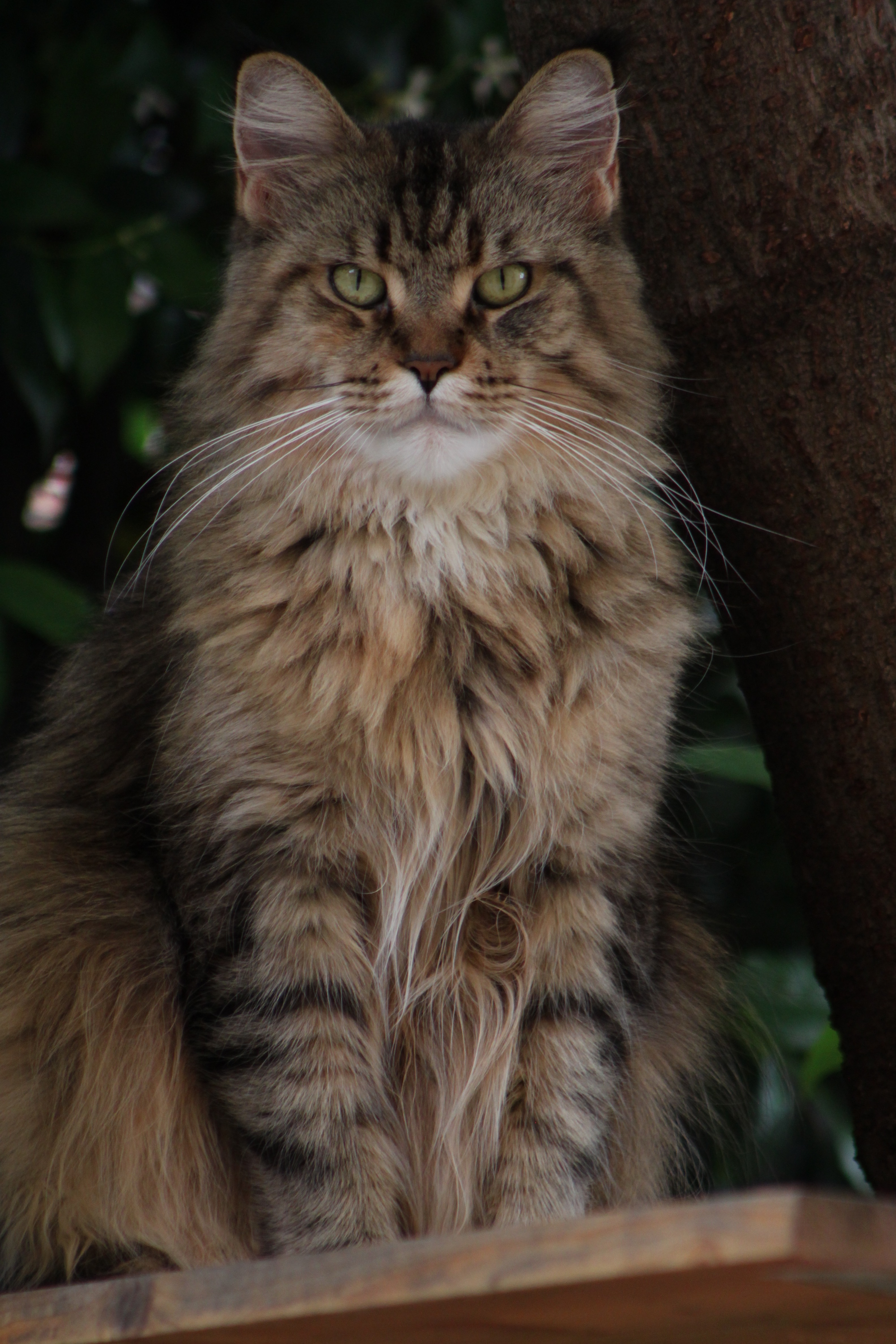
Zwart-bruine cyper
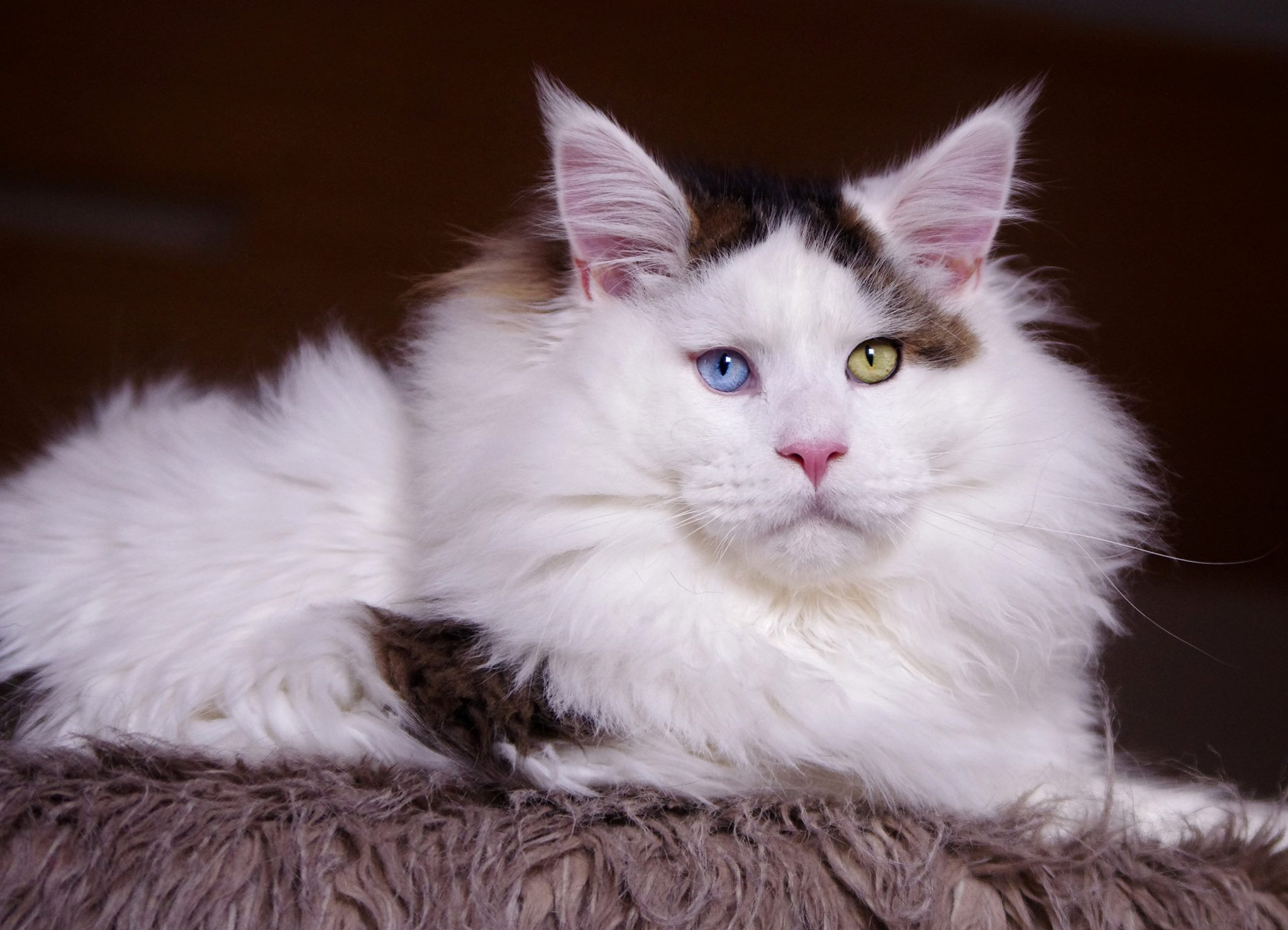
Heterochromie in een zwart-schildpad en witte kater
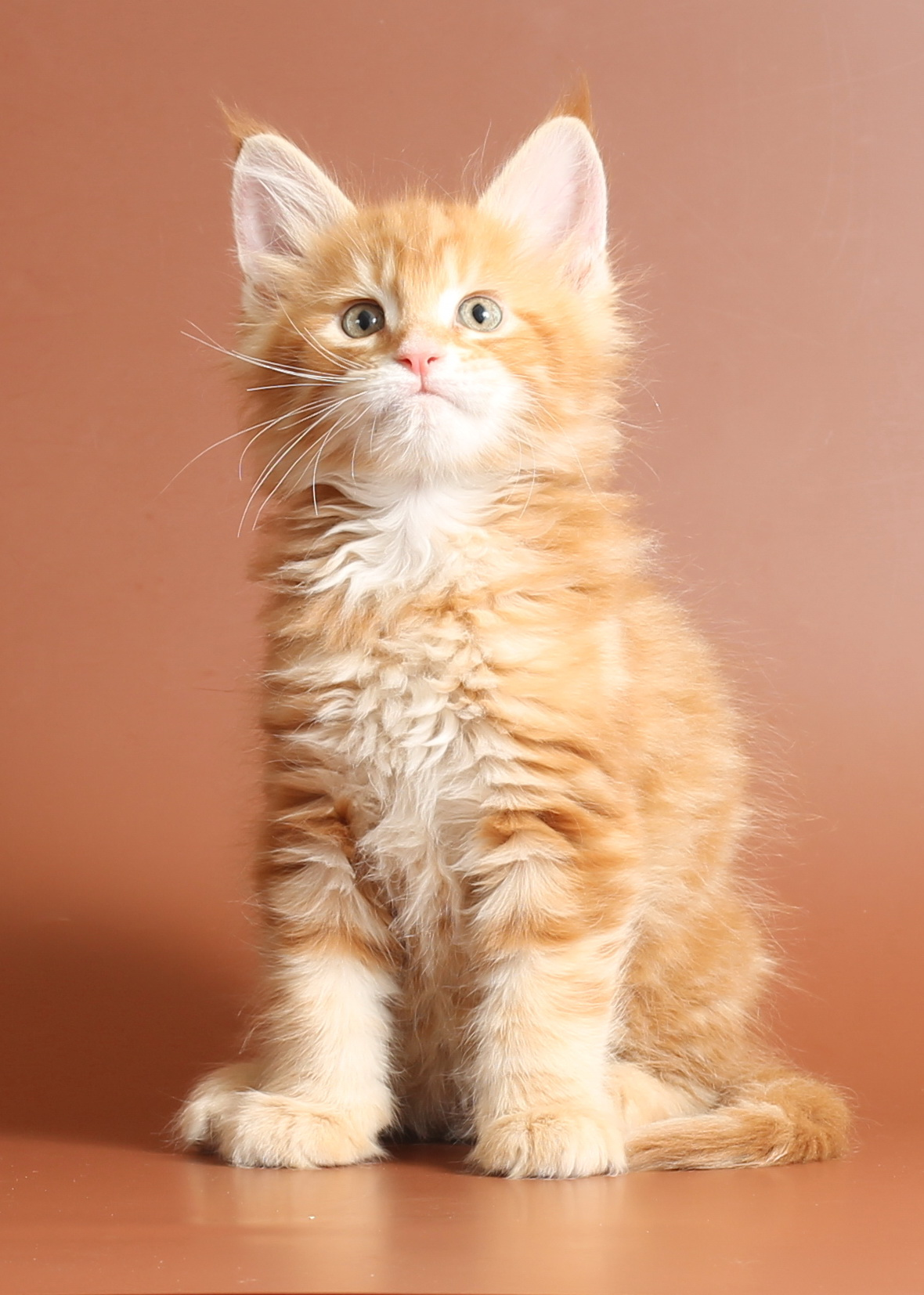
Rode cyper kitten met grote poten
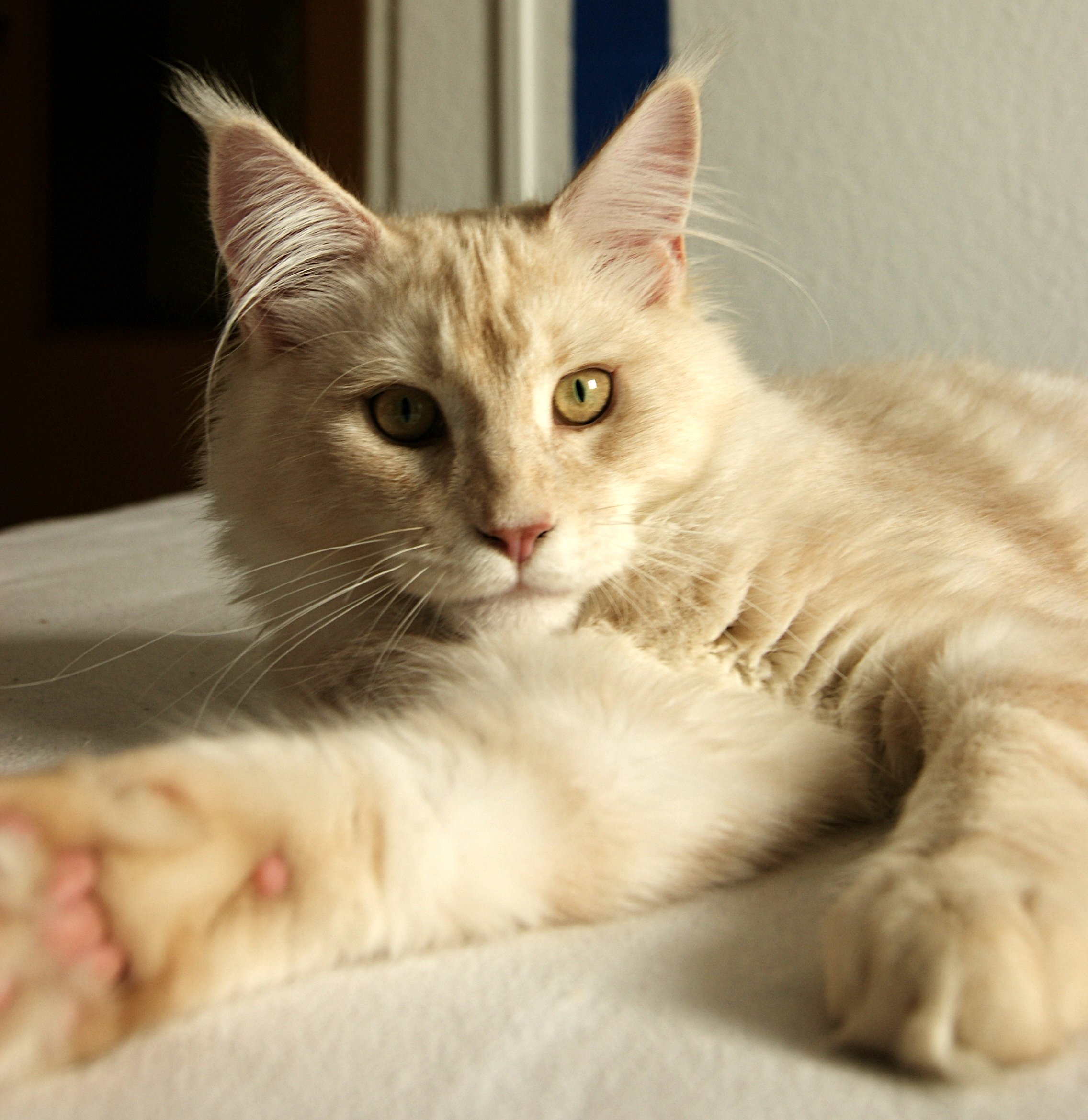
8 maanden oude crème-zilver cyper
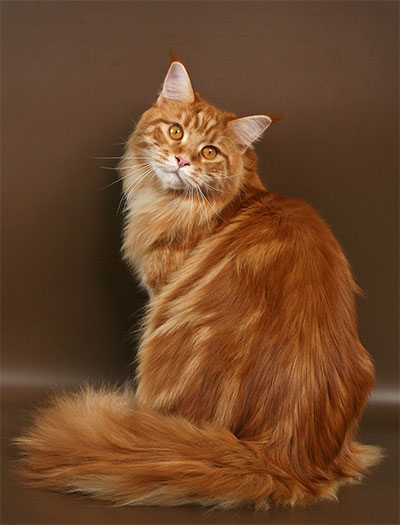
Rode klassiek cyper